# Carl Otto Albrecht Martins
Carl Otto Albrecht Martins, född 19 juli 1816 i Berlin, död 10 juli 1871, var en tysk instrumentmakare. 
Martins blev 1833 lärling hos Carl Philipp Heinrich Pistor i Berlin och bildade senare med denne den berömda instrumentmakarfirman Pistor & Martins. Under Martins ledning konstruerades för många Europas och USA:s astronomiska observatorier ett flertal stora meridianinstrument och ekvatoreal. Högt uppskattade var även hans prismacirklar och sextanter. 